# Omega (Geórgia)
Omega é uma cidade localizada no estado americano de Geórgia, no Condado de Colquitt e Condado de Tift.

## Demografia
Segundo o censo americano de 2000, a sua população era de 1340 habitantes.
Em 2006, foi estimada uma população de 1383, um aumento de 43 (3.2%).

## Geografia
De acordo com o United States Census Bureau tem uma área de
4,6 km², dos quais 4,6 km² cobertos por terra e 0,0 km² cobertos por água.

## Localidades na vizinhança
O diagrama seguinte representa as localidades num raio de 16 km ao redor de Omega.